# Сойя, Карл Эрик
Карл Эрик Сойя, Карл Эрик Соя (дат. Carl Erik Martin Soya-Jensen; 30 октября 1896, Копенгаген — 10 ноября 1983, Рудкёбинг, Лангеланн) — датский писатель, драматург и журналист.

## Биография
Из семьи интеллектуалов (отец — художник и педагог), рано потерял родителей, наследство позволило ему вести независимое существование. Начал публиковаться как журналист под «американскими» псевдонимами, с 1920 подписывался просто Сойя. Дебютировал сборником рассказов «Персидские женщины» (1923), в 1929 написал первую пьесу Паразиты (пост. в 1945).
Автор романов, рассказов и драм с сильным сатирическим зарядом. За антифашистскую пьесу Гость (1942) был осужден оккупационными немецкими властями на 2 месяца тюрьмы. Еще одно заключение, на этот раз в трудовой лагерь Хорсерёд, последовало в 1943 за пьесой Дом моей бабушки (экранизирована в 1984). Освободившись, Сойя в 1945 переехал в Швецию. Ряд его пьес и романов были экранизированы.
Похоронен на кладбище «Мариеберг» в Гентофте.

## Произведения

### Рассказы и повести
- Персидские женщины/ Kvinderne i Persien og andre Æventyr (1923)
- Ganske almindelige mennesker (1930)
- Jeg kunne nemt ta' 100 Kroner (1931)
- Handlingen foregår i Danmark (1936)
- Smaa venlige Smaafisk (1940)
- Blodrødt og blegrødt (1955)

### Романы
- Гость/ En Gæst (1941)
- Дом моей бабушки/ Min farmors hus (1943, экранизация 1984)
- Семнадцатилетние, части 1-3/ Sytten I—III (1953, экранизация 1965)
- Посвящается Боккаччо/ Tilegnet Boccaccio. Syv pornografiske fortællinger (1959, экранизации 1970 и 1972)
- Посвящается Богу/ Tilegnet Gud. Syv brutale fortællinger  (1966)

### Пьесы и сценарии
- Паразиты/ Parasitterne (1929, телеэкранизации 1958, 2004; рус. пер. 1959)
- Кто я такой?/ Hvem er jeg? eller Naar Fanden gi’r et Tilbud (1932)
- Umbabumba skifter forfatning (1933)
- Den leende Jomfru (1934)
- Лорд Нельсон срывает фиговый листок/ Lord Nelson lægger Figenbladet eller En Nat i et Vokskabinet (1934)
- Fristelsen (1935)
- Avner for Vinden (1937)
- Maalet, Troen og Synspunktet. Det nye Spil om Enhver (1938)
- Min høje Hat (1939)
- Brudstykker af et Mønster (1940, экранизация 1947)
- To Traade (1943)
- 30 Aars Henstand (1944)
- Через несколько лет/ Efter (1947, экранизация 1948)
- Mani (1947, сценарий)
- Frit Valg (1948)
- Лев в корсете/ Løve med korset (1950)
- I den lyse nat (1956)
- Petersen i Dødsriget (1957)
- Familien Danmark (1964)
- Vraggods (1965)
- Afdøde Jonsen (1966, экранизация 1969)
- Bare en tagsten (1966) (экранизация 1967)
- Brevet. Et levnedsløb fortalt for TV i fem afdelinger (1966, телепьеса)
- Lutter øre (1968)
- Familien Kristensen (1970)
- Mazurka på sengekanten (1970, сценарий)

### Другие произведения
- 33 Kunstnerportrætter (1945)
- Indfald og udfald (1945, сборник афоризмов)
- Hjerte og smerte (1949, стихи)
- Tanker om kvinder, kærlighed og det (1953, сборник афоризмов)
- Lommeuld. 344 indfald og udfald (1955, сборник афоризмов)
- Vilhelms bibel. 586 indfald og udfald (1957, сборник афоризмов)
- De sidste. 661 indfald og udfald (1960, сборник афоризмов)
- Platinkorn eller De allersidste. 339 indfald og udfald (1963, сборник афоризмов)
- En tilskuer i Spanien. Fire breve fra Ibiza (1963, путевые записки)
- Potteskår (1970, мемуары)
- Åndværkeren (1972, мемуары)
- Ærlighed koster mest (1975, мемуары)

## Признание
Медаль Хольберга (1947). Орден Данеброг (1948). Медаль Ingenio et Arti (1971). Большая премия Датской академии (1975) и др. награды.